# Creative Zen

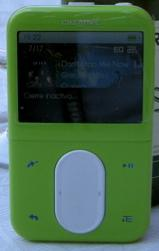
Imagen de un reproductor del modelo Zen Vision:M.

Creative Zen es una línea de reproductores de audio portátiles producido por Creative Technology. Estos son capaces de reproducir los formatos WMA, MP3 y WAV de audio. La serie de Zen Nano, Zen V y Zen Neeon utilizan memoria flash. Los otros modelos utilizan discos duros portátiles.
Zen es particularmente fuerte en los mercados asiáticos, especialmente en Singapur. Los reproductores Zen son compatibles con Windows Media Player utilizando el protocolo Media Transfer con la certificación de Microsoft PlaysForSure. Algunos Zen también son compatibles con Microsoft Outlook para las tareas programadas y las características del calendario.
Los reproductores Zen guardan archivos y metadatos en una base de datos interna, al contrario de los sistemas de archivos usado por varios reproductores MP3. Por esta razón, los antiguos modelos de Zen utilizaban una interfaz USB con un protocolo personalizado llamado PDE (Portable Digital Entertaintment) para transferir canciones. Los modelos recientes tienen mejoras en su firmware para convertirlos de dispositivos PDE a dispositivos MTP (Media Transfer Protocol).
El firmware alternativo de código abierto Rockbox ha sido portado para varios modelos de Zen.

## Hardware
Los reproductores Zen utilizan una mezcla de un procesador ARM y un Procesador digital de señal mientras su CPU, con pequeños circuitos periféricos, se queda a cargo de la decodificación de MP3 y de WMA, sin usar ningún acelerador de chips especializado, lo que resulta en un diseño más bárato. Los modelos actuales están basados en el Texas Instruments TMS320 ARM+DSP (Las variaciones TMS320DA255 y TMS320DM). Las touchpads de los modelos recientes son creados por los controladores touchpad Synaptics.

## Modelos actuales

### Zen Vision:M

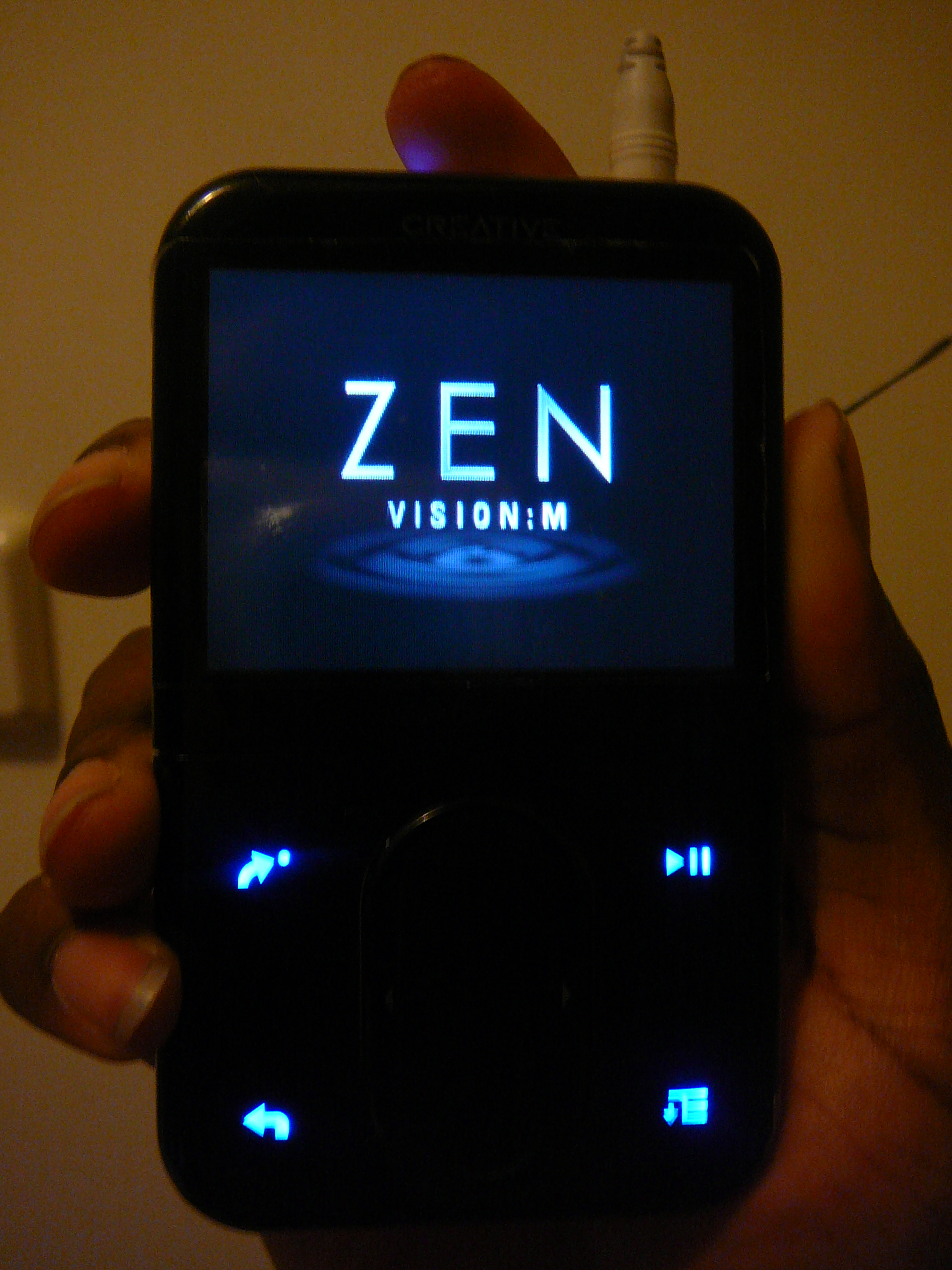
Zen Vision:M.

La Zen Vision:M fue lanzada el 24 de diciembre de 2005. Ésta es la Zen más grande y por lo tanto es la que tiene más características multimedia. Reproduce los archivos de audio MP3, WMA, WAV; los archivos de video DivX, AVI, XviD, MPEG-1, MPEG-2, MPEG4, WMV-9, JPEG a movimiento; muestra imágenes en JPEG (Los formatos BMP, GIF, PNG, TIFF se pueden reproducir mediante conversiones); tiene radio grabable FM (solo modelo de 30GB). Los videos e imágenes se pueden ver en televisión en una resolución de 640x480 (VGA) mediante un cable que se vende separado. Las pantalla LCD despliega la información en un tamaño de 2.5", en una resolución de 320x240 (QVGA). La duración de la batería es de 16 horas reproduciendo audio y de 5 horas reproduciendo video. El precio de la Visión:M está cotizado entre $249.99 y $299.99 USD dependiendo el tamaño. El modelo de 30GB está disponible en color blanco, negro, verde, azul y rosa. Como los otros reproductores de las series Vision y Micro, este modelo tiene botones parpadeantes.
El 31 de agosto de 2006, Creative anunció un nuevo modelo de 60GB. Además, esta nueva versión tiene un adaptador USB, que habilita transferir fotos al dispositivo directamente de una cámara digital e incluso memorias USB(USB Host). Está disponible en color blanco (solo en Asia) y negro, y es ligeramente más grueso que el modelo de 30GB. En Japón fue lanzado una versión del Zen Vision:M de 60GB con el mismo grosor del modelo de 30GB.

### Zen V/Zen V Plus
Es el primer dispositivo con memoria flash de Creative lanzado al mercado en junio de 2006. Los modelos anti-rayones despliegan en 1,5" (OLED) y una resolución de 128x128. Las versiones blanco y negro con terminaciones en naranja tienen una capacidad de 1GB, con terminaciones en verde tienen una capacidad de 2GB, y con negra y azul terminaciones tienen una capacidad de 4GB. La Zen V Plus despliega video y tiene un sintonizador FM, mientras la Zen V no. Los dispositivos soportan los mismos formatos que la Zen Vision:M. Incluye un micrófono, con lo cual tiene la posibilidad de grabar voz. La batería de iones de litio le otorga una autonomía de hasta 15 horas.
El 29 de septiembre de 2006, Creative anunció que los modelos con términaciones en azul y negro serían mejorados a 8GB. Cuatro días después, Creative anunció que sacaría un nuevo modelo en rosa con capacidad de 2GB, disponible en casi todo Japón, donde el modelo de 8GB está disponible también en color rojo y negro.